# The 20/20 Experience
The 20/20 Experience — третий студийный альбом американского поп- и R&B певца Джастина Тимберлейка, выпущенный 15 марта 2013 года под лейблом RCA Records. The 20/20 Experience является первым студийным альбомом Джастина после паузы в музыкальной карьере и смены лейбла на RCA Records. Исполнительными продюсерами альбома стали Тимбалэнд, Джером «J-Roc» Хармон, Роб Кнокс и сам певец.
После выпуска The 20/20 Experience получил положительные обзоры от музыкальных критиков, часть из которых хвалила жанровое отличие от предыдущих работ Джастина, а другая — недостаток разнообразия внутри альбома. The 20/20 Experience дебютировал на первом месте в американском чарте Billboard 200 с продажами 968 000 копий за первую неделю и стал вторым альбомом Джастина, возглавившим чарт с первой недели после выхода в продажу, и лучшим бестселлером за одну неделю в его сольной карьере. The 20/20 Experience также стал третьим последовательным альбомом Тимберлейка, занявшим первое место в официальном чарте Великобритании.
С альбома выпущено два сингла, оба заняли третье место в чарте Billboard Hot 100. Основной сингл «Suit & Tie» вошёл в пятёрку лучших песен во многих странах мира. Второй сингл «Mirrors» возглавил чарт Великобритании. С целью рекламы альбома Джастин Тимберлейк и Jay-Z отправятся в совместный концертный тур Legends of the Summer.

## Предыстория
В сентябре 2006 года Тимберлейк выпустил свой второй студийный альбом FutureSex/LoveSounds, который вызвал положительную реакцию общественности. С альбома было выпущено шесть синглов, включая мировые хиты «SexyBack», «My Love» и «What Goes Around... Comes Around». После завершения мирового турне в поддержку альбома Джастин взял паузу в музыкальной карьере, чтобы сконцентрироваться на профессии актёра. Кроме того, Тимберлейк начал тайно работать с лейблом Tennman Records, основанном в 2007 году и в своей творческой группе The Y's, основанной в 2008. Он также спел в качестве приглашённого артиста в нескольких песнях для других исполнителей, таких как Мадонна («4 Minutes») и Тимбалэнд («Carry Out»). В июне 2011 года он совместно с Specific Media Group приобрели социальную сеть Myspace заплатив около 35 миллионов долларов. Джастин обещал сделать всё, чтобы вернуть популярность Myspace, который был когда-то доминирующим ресурсом среди социальных сетей пока не «настали его худшие времена».

## Подготовка и название
Я как раз тот [музыкант], который постоянно откладывает и так трепетно относится [к записи песен], прежде чем кто-либо сможет хотя бы узнать о них. Чем сильнее я осознавал это, тем очевиднее было, что я просто физически не смогу мучить себя так сильно, из года в год, и при этом ещё и надеяться на то удовольствие, которое я получаю сейчас. Не стоит гнаться за ним каждый день. Нужно просто дождаться [вдохновения].
В 2010 году менеджер Джонни Райт начал беседу с Джастином о работе над новой музыкой и её рекламой; он говорил: «время продаж на физических носителях прошло, к тому моменту, когда у нас появится музыка, мы должны придумать другие способы её коммерческой реализации». Райт предложил рекламу на основе заявлений или при выпуске новой песни с проекта периодичностью один раз в месяц. Однако, на тот момент времени Джастин не был заинтересован возвращением в музыку и был сосредоточен на карьере актёра. В конце мая/начале июня 2012 года певец пригласил Райта на ужин и сказал ему, что уже несколько ночей проводит в звукозаписывающей студии с Тимбалэндом, работая над своим «новым материалом». Таким образом, они начали обсуждать маркетинговые планы о том, как должен быть выпущен и разрекламирован альбом. В конце концов, они пришли к мнению «сделать это в короткий промежуток времени: выпустить сингл, а затем через семь или восемь недель — альбом, а раз это короткий промежуток, то нам придётся произвести значительное впечатление».
В августе 2012 года продюсер Джим Бинз сообщил, что Тимберлейк начал работу над новым альбомом. Однако, вскоре после этого заявления, специалист по связям с общественностью, представляющий интересы Джастина пояснил, что у певца нет определённых планов относительно нового альбома, подтвердив лишь слухи о работе над новой песней для грядущего альбома Тимбалэнда Shock Value III. После выпуска The 20/20 Experience Райт сказал, что работа над альбомом была завершена в середине июля и описал её как «быструю запись». Тимберлейку потребовалось четыре недели, чтобы записать весь материал, потому что он должен был участвовать в съёмках фильма «Ва-банк». Несмотря на то, что выпуск альбома был запланирован на октябрь 2012 года, он был отложен из-за свадьбы певца с актрисой Джессикой Бил. Райт заявил, что несмотря на большое количество известных музыкантов (которые являются в первую очередь друзьями Тимберлейка) задействованных в создании The 20/20 Experience, было очень трудно держать альбом в секрете, что привело к созданию кодовых имён для всего проекта.
Само название The 20/20 Experience является отсылкой к принятой в Америке системе измерения зрения. В данной системе 20/20 является нормальным, эталонным зрением. Обложка альбома также связана с его названием — на ней Джастин изображен перед фороптером, прибором для измерения зрения.
Во время интервью с американским радио- и телеведущим Райаном Сикрестом, Тимберлейк объяснил смысл названия альбома: «Практически, идея вышла, когда я играл некоторые наброски для моих друзей, которые входили и выходили из студии. Я спросил „Что вы об этом думаете?“ Мой лучший друг ответил: „Это музыка, которую можно увидеть“, и по какой-то причине это побудило меня продолжить усердно работать».

## Запись
На создание альбома The 20/20 Experience потребовалось 20 дней. Первые записи начались в «последних числах мая/первой неделе июня» и завершились в июле 2012 года. Альбом записан на студиях EastWest Studios в Лос-Анджелесе, Jungle City Studios в Нью-Йорке и на Larrabee Studios в Северном Голливуде. На новый проект был отведён «короткий промежуток времени» из-за участия певца совместно с Беном Аффлеком в съёмках фильма Runner, Runner в Пуэрто-Рико. Менеджер Тимберлейка Джонни Райт говорил: «Я имею в виду, он думал об этом в течение многих лет, и к тому времени, когда они появились в студии, у него всё было спланировано — он двигался в том направлении, в котором хотел. А его отношения с Тимбалэндом похожи на братство: им комфортно друг с другом — не только как коллегам по творчеству, но и как близким друзьям… что привело к готовности материала в такой короткий промежуток времени. Если бы не участие Джастина в фильме с Аффлеком, то мы в действительности смогли бы подготовить и выпустить альбом раньше». После того как запись альбома подошла к завершению, Тимберлейк и Райт совместно с M2M Construction начали «обсуждение маркетинговых планов относительно способов выпуска и рекламы альбома».

## Музыкальный стиль
По словам Тимберлейка, альбом «следует множеству различных направлений. Я думаю в нём, наверное, немного того, что напоминает первый и второй альбомы, а также некоторый новый материал». Во время работы над альбомом Тимберлейк думал: «Если Pink Floyd и Led Zeppelin могут сделать запись продолжительностью 10 минут, и Queen могут сделать 10-минутную запись, тогда что мешает сделать это нам? А версии для радио мы успеем сделать позже».
Альбом The 20/20 Experience относится к жанру неосоул в духе экспансивных песенных структур рок-музыки 1960-х и 1970-х годов. Средняя продолжительность песен составляет 7 минут и характеризуется остинато, резкими и неожиданными сменами модуляций, ритмов и гармоний. Музыка включает в себя семплы фортепиано, искажённых голосов, жужжания электронных звуков с элементами старинного соула, в том числе звучных одноголосий, насыщенных струнных и духовых аранжировок, эмоциональных гитарных соло и бесшумного звучания аналогового синтезатора. Джоди Розен похвалил альбом в стиле неосоул, отметив акцентирование на «ритме и плавности в речитативе», а не броскости, и сказал, что это «не в достаточной степени поп-альбом», а его «чувство музыкального пространства-времени приводит к нестрогой сформулированности и простору на большие расстояния, чем что-либо на радио». Музыкальный критик Стивен Хайден охарактеризовал The 20/20 Experience как «запись в жанре неосоул с приверженностью традициям», а Саймон Прайс написал, что вклад продюсеров Тимбалэнда и Джерома «J-Roc» Хармона способствовал слиянию вдохновляющих 1970-х с футуристическими звуками: «Вокальный квартет the Chi-Lites в состоянии эйфории, группа the Isley Brothers между галактиками, и так далее». Прайс также сравнил их работу в альбоме с вкладом Куинси Джонса в лонгплей Майкла Джексона Off the Wall 1979 года.
В основном, тексты песен касаются темы романтики и отмечают особенность использования метафор о сексе, таких как: наркотик (в песне «Pusher Love Girl»), сладость («Strawberry Bubblegum») и космос («Spaceship Coupe»). Музыкальный критик Кен Такер писал, что каждая песня характеризует Тимберлейка как «витающего в облаках романтика, впечатлённого женщиной, в результате чего он не в состоянии просто сказать кучу комплиментов, а лишь обольстительно и игриво манит её к себе».

## Синглы
Песня «Suit & Tie» при участии рэпера Jay-Z была выпущена в качестве основного сингла с альбома 14 января 2013 года. Это песня среднего темпа и относится к жанру R&B. Композиция получила положительные отзывы от музыкальных критиков, часть из которых сравнила её с предыдущими работами певца «Rock Your Body» и «SexyBack». Музыкальный видеоклип был снят 25 января 2013 года. Режиссёром клипа стал Дэвид Финчер, который уже работал с Джастином в фильме Социальная сеть (2010). Песня была коммерчески успешна и появилась в десятке лучших синглов в десяти странах мира, заняв третье место в чартах Великобритании и США.
Второй сингл альбома — «Mirrors» был выпущен 11 февраля 2013 года после выступления Джастина на 55-й церемонии «Грэмми». Композиция была хорошо принята музыкальными критиками, которые отметили сходство песни с материалом поп-альбома FutureSex/LoveSounds. Сингл возглавил чарты Великобритании и Шотландии, а также вошёл в пятёрку лучших песен Дании, Ирландии, Германии и Южной Кореи, а также занял третье место в американском чарте Billboard Hot 100.

## Рекламные мероприятия
В сентябре 2012 года Джасти и Райт встретились с главой лейбла RCA Records Питером Эджем и Томом Корсоном с целью «определения стратегии выпуска альбома». Райт и представители RCA Records приступили к обсуждению маркетинговых планов с Target и другими корпорациями относительно выпуска альбома в ноябре.

### Гастроли
22 февраля 2013 года появилось сообщение о том, что Тимберлейк и рэпер Jay-Z отправятся в совместный концертный тур Legends of the Summer Stadium Tour. 5 мая Джастин объявил о начале The 20/20 Experience World Tour — вторые гастроли мирового масштаба. При рекламной поддержке от AEG Live тур начнётся 31 октября 2013 года в Монреале, через два месяца после завершения концертов Legends of the Summer. Было объявлено о 22 выступлениях в Канаде и США, сами гастроли завершатся 10 февраля 2014 года в городе Омаха, штат Небраска. Билеты на несколько концертов доступны для предварительной продажи для членов фан-клубов The Tennessee Kids и Джастина Тимберлейка. Однако, на официальном сайте певца сказано, что дополнительные даты концертов за пределами Северной Америки (Европа, Южная Америка и Австралия) будут объявляться без предварительного уведомления.

### Концертные выступления
Во время празднования Супербоула Джастин спел две новые песни «Pusher Love Girl» и «That Girl». 10 февраля он выступил с «Suit & Tie» совместно с Jay-Z на 55-й церемонии «Грэмми» и тем же вечером на последующем аншлаговом концерте в Палладиуме Лос-Анджелеса. 20 февраля певец спел свой второй сингл «Mirrors» в Лондоне на стадионе O2 Арена в рамках церемонии BRIT Awards 2013 года. 9 марта Джастин и Jay-Z выступили с песней «Suit & Tie», а также с «Mirrors» на телешоу Saturday Night Live. 5 мая Джастин Тимберлейк дал концерт на сцене Roseland Ballroom. Певец выступит с единственным концертом в Феникс-парке (Дублин, Ирландия) 10 июля 2013 года. Также он будет участвовать совместно с Jay-Z в фестивале Wireless Festival, который пройдёт в Лондоне, где Тимберлейк станет хедлайнером шоу 12 июля, в то время как Jay-Z — 13 июля. На следующий день они встретятся для «специального предпоказа» совместного концертного тура Legends of the Summer Stadium Tour.

## Реакция общественности

### Отзывы критиков
| Оценки критиков     | Оценки критиков |
| Источник            | Оценка          |
| ------------------- | --------------- |
| Allmusic            | [ 33 ]          |
| The A.V. Club       | B               |
| The Daily Telegraph | [ 35 ]          |
| The Guardian        | [ 16 ]          |
| The Independent     | [ 36 ]          |
| The Observer        | [ 37 ]          |
| Pitchfork Media     | 8.4/10          |
| Rolling Stone       | [ 15 ]          |
| Slant Magazine      | [ 39 ]          |
| Spin                | 8/10            |

The 20/20 Experience получил положительные обзоры музыкальных критиков, приветствовавших альбом, как значительное событие в поп-музыке. Согласно Metacritic, который присуждает общий рейтинг по 100-балльной шкале, альбом получил 75 баллов на основе 39 обзоров. Собхи Юсеф из Sputnikmusic назвал альбом «умело написанным и спродюсированным» и отметил «глубокое проявление» современных нововведений в R&B. Микаэль Вуд из Los Angeles Times обнаружил в лонгплее сложные амбициозные структуры в духе Стиви Уандера, Принса и Майкла Джексона. Энди Джилл из The Independent назвал альбом «разнообразно приятным» и посчитал работу Тимбалэнда уверенной, хотя и не инновационной. Джоди Розен в своём обзоре для Rolling Stone сказал, что хотя альбому и не хватает хитов подобных предыдущему студийному проекту, новая работа Джастина с его многоплановой музыкой, в конечном счёте, «впивается в сознание своими головокружительными песнями». Джордан Сагент из Spin назвал альбом «чудом звука» и отметил то, что песни достаточно гениальны и оправдывают свою продолжительность.
Райан Домбаль из Pitchfork Media оценил Тимберлейка за «нескромное хвастовство женитьбой и удовольствие музыкой» и посчитал альбом более амбициозным, чем дебютная работа 2002 года Justified, и более выдержанным, чем FutureSex/LoveSounds. Китти Эмпайр в обзоре для The Observer выяснила, что альбом в основном «великолепен — насыщенный и необычный», с ошеломительным, почтенным преклонением перед Принсом. Хелен Браун из The Daily Telegraph заявила, что музыка чувствуется и грандиозной, и интимной одновременно, а Джастин навёрстывает своим тонким голосом «страстное желание довести всех вокруг до дикого восторга в ловкий момент времени». В обзоре для The A.V. Club Женевьева Коски назвала альбом «упражнением в утончённой сексуальности» и похвалила «исключительную уверенность» Тимберлейка.
Тем не менее, некоторые рецензенты раскритиковали лирику альбома. Алексис Петридис из The Guardian чувствовал, что смелая музыка испорчена лирикой Джастина, которую он назвал «пошлой» и «отвратительной». Джордж Морахан из State назвал альбом банальным и списал со счетов большую часть музыки, как «растянутое исследование ритма, которым и Тимберлейк, и Тимбалэнд слишком увлечены». Энди Келлман из портала Allmusic сказал, что «несколько песен достаточно динамичны, чтобы оправдать свою продолжительность» в изяществе, но, в целом, это раздутый альбом. Эрик Хендерсон из журнала Slant Magazine посчитал, что Тимберлейк и Тимбалэнд излишне приукрасили и «перефразировали одни и те же» музыкальные идеи, «превращая каждый потенциально-хороший сингл в удовлетворительный». Джон Карамэника из The New York Times подверг резкой критике «добродушный, успокаивающий альбом» с небольшими вариациями и семи минутными песнями, имитирующими «мастерство». Сиан Роу из NME отметил, что Фрэнк Оушен и Мигель «делают R&B импровизации лучше, укладываясь в четыре минуты».

### Коммерческий успех
11 марта журнал Billboard сообщил, что The 20/20 Experience может быть куплен не менее 500 000 раз на территории США за первую неделю. Прогноз объёма реализации альбома быстро возрастал, достигнув максимума на отметке от 900 000 до 950 000 копий к 24 марта. The 20/20 Experience дебютировал на первой позиции в официальном альбомном чарте Billboard 200 с 968 000 проданными копиями за первую неделю, став вторым последовательным лидером этого чарта в сольной карьере Тимберлейка. Объёмы продаж в течение первой недели являются самыми высокими показателями Джастина, превысив показатели предыдущих студийных альбомов Justified и FutureSex/LoveSounds, которые были проданы в количестве 439 000 и 684 000 копий за первую неделю, соответственно. После второй недели количество проданных альбомов в США составило 318 000 копий; лонгплей удержал первое место чарта и стал первым альбомом года, пересёкшим отметку в 1 миллион проданных копий. На третьей неделе альбом остался на прежнем месте и был продан в количестве 139 000 единиц. На четвёртой неделе с продажами 98 000 копий альбом сместился на второе место, уступив лидерство одноимённому альбому группы Paramore, который был продан тиражом 106 000 копий. По данным на 11 мая 2013 года The 20/20 Experience стал альбомом-бестселлером в США с продажами свыше двух миллионов копий за неполный месяц.
В Великобритании The 20/20 Experience дебютировал на первом месте с продажами 106 000 копий за дебютную неделю и, в настоящее время, является самым продаваемым альбомом 2013 года. Продажи за вторую и третью неделю в Великобритании составили 56 000 и 26 000 копий, соответственно. В Австралии The 20/20 Experience занял первое место в чарте ARIA Charts и получил золотой сертификат от Австралийской ассоциации звукозаписывающих компаний за суммарные продажи, превышающие отметку 35 000 копий. Дополнительно, лонгплей The 20/20 Experience получил золотой сертификат за продажи более 100 000 копий альбома в Германии. За первую неделю альбом был продан в количестве 580 000 единиц по всему миру через iTunes, став самым быстрым бестселлером в истории этого музыкального магазина.

## Список композиций
Слова и музыка всех песен — Джастин Тимберлейк, Тимоти Мосли, Джером «J-Roc» Хармон и Джеймс Фаунтлерой, если не указаны другие.
| №                   | Название | Продюсеры                                            | Длительность |
| ------------------- | --- | ---------------------------------------------------- | ------------ |
| 1.                  | «Pusher Love Girl»                                                                                            | Тимбалэнд, Тимберлейк, Хармон                        | 8:02         |
| 2.                  | «Suit & Tie» (Тимберлейк, Мосли, Шон Картер, Хармон, Фаунтлерой, Терренс Стаббс, Джонни Уилсон, Чарльз Стилл) | Тимбалэнд, Тимберлейк, Хармон                        | 5:26         |
| 3.                  | «Don't Hold the Wall»                                                                                         | Тимбалэнд, Тимберлейк, Хармон                        | 7:10         |
| 4.                  | «Strawberry Bubblegum»                                                                                        | Тимбалэнд, Тимберлейк, Хармон                        | 7:59         |
| 5.                  | «Tunnel Vision»                                                                                               | Тимбалэнд, Тимберлейк, Хармон                        | 6:46         |
| 6.                  | «Spaceship Coupe»                                                                                             | Тимбалэнд, Тимберлейк, Хармон                        | 7:17         |
| 7.                  | «That Girl» (Тимберлейк, Мосли, Хармон, Фаунтлерой, Ноэл Уиллиамс)                                            | Тимбалэнд, Тимберлейк, Хармон, The Tennessee Kids[a] | 4:47         |
| 8.                  | «Let the Groove Get In»                                                                                       | Тимбалэнд, Тимберлейк, Хармон                        | 7:11         |
| 9.                  | «Mirrors» | Тимбалэнд, Тимберлейк, Хармон                        | 8:05         |
| 10.                 | «Blue Ocean Floor»                                                                                            | Тимбалэнд, Тимберлейк, Хармон                        | 7:19         |
| Общая длительность: | Общая длительность:                                                                                           | Общая длительность:                                  | 70:02        |

| №                   | Название                                           | Продюсеры             | Длительность |
| ------------------- | -------------------------------------------------- | --------------------- | ------------ |
| 11.                 | «Dress On» (Тимберлейк, Робин Тэдросс, Фаунтлерой) | Роб Кнокс, Тимберлейк | 4:39         |
| 12.                 | «Body Count» (Тимберлейк, Тэдросс, Фаунтлерой)     | Кнокс, Тимберлейк     | 4:42         |
| Общая длительность: | Общая длительность:                                | Общая длительность:   | 79:23        |

- ↑  означает продюсер вокала.
- «Suit & Tie» содержит часть песни «Sho' Nuff», написанной Терренсом Стаббсом, Джонни Уилсоном и Чарльзом Стиллом.
- «That Girl» содержит семпл песни «Self Destruct», написанной Ноэлом Уиллиамсом.
- «Let the Groove Get In» содержит семпл из записи «Alhamdulillahi» с альбома Explorer Series: Africa-Burkina Faso — Rhythms of the Grasslands.

## Участники записи
Информация была взята из аннотации на Allmusic.
- Алехандро Бейма — ассистент по сведению
- Марк Каджилл — солист, скрипка
- Джимми Дугласс — сведение
- Реджи Дозер — инженер духовых и струнных инструментов
- Джейсон Эванс — креативный директор
- Том Форд — дизайнер
- Крис Годби — инженер, сведение
- Джером «J-Roc» Хармон — клавишные, продюсер
- Джонни Эрнандес — грумер
- Эллиотт Ивс — гитара, клавишные
- Дейв Катч — мастеринг
- Дуг Ллойд — креативный директор
- Том Манроу — фотограф
- Майкл Нэш — стилист
- Андре Песн — ассистент по маркетингу и рекламе
- The Regiment — духовые инструменты
- Терри Сэнтель — перкуссия
- The Tennessee Kids — вокальные аранжировки, продюсер вокала
- Тимбалэнд — продюсер
- Джастин Тимберлейк — исполнительный продюсер, гитара, сведение, основной артист, продюсер, вокальные аранжировки, продюсер вокала
- Мэтт Уэбер — ассистент по сведению
- Бэнжамин Райт — духовые инструменты, струнные
- оркестр Бэнжамина Райта — струнные

## Чарты
| Чарт (2013)                         | Высшее место |
| ----------------------------------- | ------------ |
| Australian Albums Chart             | 1            |
| Austrian Albums Chart               | 2            |
| Belgian Albums Chart (Flanders)     | 4            |
| Belgian Albums Chart (Wallonia)     | 9            |
| Canadian Albums Chart               | 1            |
| Dutch Albums Chart                  | 2            |
| Finnish Albums Chart                | 10           |
| German Albums Chart                 | 1            |
| Hungarian Albums Chart              | 4            |
| Irish Albums Chart                  | 1            |
| Italian Albums Chart                | 6            |
| New Zealand Albums Chart            | 1            |
| Polish Albums Chart                 | 5            |
| Scottish Albums Chart               | 1            |
| South Korean Albums Chart           | 2            |
| Spanish Albums Chart                | 9            |
| Swedish Albums Chart                | 12           |
| Swiss Albums Chart                  | 1            |
| UK Albums Chart                     | 1            |
| UK R&B Albums Chart                 | 1            |
| US Billboard 200                    | 1            |
| US Billboard Top R&B/Hip-Hop Albums | 1            |

## Хронология выпуска
| Страна         | Дата           | Формат(ы) | Лейбл                    | Версия                           |
| -------------- | -------------- | --------- | ------------------------ | -------------------------------- |
| Германия       | 15 марта 2013  | CD, LP    | Sony Music Entertainment | Стандартная (CD, LP) Делюкс (CD) |
| Великобритания | 18 марта 2013  | CD, LP    | RCA Records              | Стандартная (CD, LP) Делюкс (CD) |
| Канада         | 19 марта 2013  | CD        | Sony Music Canada        | Делюкс                           |
| США            | 19 марта 2013  | CD, LP    | RCA Records              | Стандартная (CD, LP) Делюкс (CD) |
| Япония         | 20 марта 2013  | CD        | Sony Music Japan         | Стандартная                      |
| Канада         | 16 апреля 2013 | LP        | Sony Music Canada        | Стандартная                      |